# Eotaleporia lusitaniella
Eotaleporia lusitaniella é uma espécie de insetos lepidópteros, mais especificamente de traças, pertencente à família Psychidae.
A autoridade científica da espécie é Amsel, tendo sido descrita no ano de 1955.
Trata-se de uma espécie presente no território português.